# Monrovia
Monrovia je hlavní a zároveň největší město západoafrického státu Libérie. Nachází se na mysu Mesurado, poblíž ústí stejnojmenné řeky do Atlantského oceánu. V roce 2022 zde žilo1 761 032 obyvatel.

## Název
Současný název má na počest pátého amerického prezidenta Jamese Monroea, za jehož vládního období začala repatriace otroků. Původní název byl City of Christ/Christopolis (Kristovo město), čímž osvobození otroci z USA vyjadřovali svůj vděk Spasiteli.

## Podnebí
Ve městě panují po celý rok vysoké teploty. Počasí je tropické, vlhké a ovlivněno monzunovým cyklem. Průměrná teplota v lednu je 26 °C, v červenci se pohybuje kolem 24 °C. Nejdeštivější měsíc je červen, kdy srážky dosahují 958 mm. V lednu spadne průměrně 50 mm srážek, v červenci 797 mm. Typická jsou období dešťů a ubdobí sucha; období sucha je ovlivněno vanutím větru z jižní Sahary (harmattan), prší v této době méně. 

## Administrativní dělení
Monrovia se skládá z pěti oblastí:
- vlastní Monrovia
  - staré město
  - nové město (Mambapoint)
- Krutown
- Camp Johnson
- ostrov Bushrot
- Sincop

## Obyvatelstvo
První údaj o počtu obyvatel města je z roku 1830 a udává pouhých 700 lidí. V průběhu 20. století však mnohonásobně vzrostl, jak ukazuje tabulka.
| 1905  | 1940  | 1962   | 1981    | 1990    |
| ----- | ----- | ------ | ------- | ------- |
| 2 500 | 6 000 | 81 000 | 306 460 | 668 000 |

V posledních letech byl počet obyvatel značně ovlivněn občanskou válkou v zemi.

## Historie

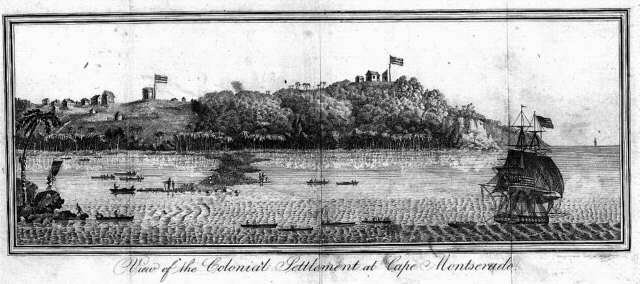
Osada na mysu Mesurado v dobách existence kolonie.

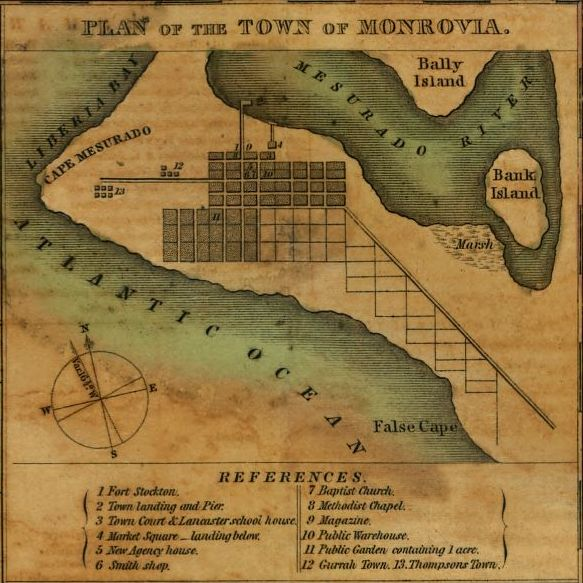
Plán Monrovie z 19. století

První zmínka o existenci města pochází z 60. let 16. století. Stála zde osada, kterou portugalští mořeplavci pojmenovali Mesurado.
Již v 18. století místo dnešního města existovalo na mapách, a to pod názvem Ducor. Často se zde potkávali různí obchodníci, většinou s rybami a potravinami. Roku 1723 jej navštívil Chevalier des Marchais.
Město založili v roce 1822 osvobození černí otroci z USA. Jejich usídlování na území budoucí Libérie zahájila Americká kolonizační společnost v roce 1816. Město se dělilo na parcely o ploše čtvrt akru, které se losem přidělovaly novým přistěhovalcům. V roce 1835 vznikla městská rada, první svého typu na celém západě Afriky. Město získalo vlastní územní plán s vypracovanou uliční sítí a první přístav, který byl umístěn u ústí řeky Mesurado. V roce 1845 se v Monrovii konal sjezd Americké koloniální společnosti, kde byl schválen projekt, jež se o dva roky později přetransformoval do ústavy nezávislé a suverénní Libérijské republiky.
Když se Libérie osamostatnila (26. července 1847), stala se Monrovia jejím hlavním městem. První volby starosty byly vyhlášeny roku 1855. Ještě na počátku 20. století bylo 2,5 tisíce z celkových čtyř tisíc obyvatel původem ze Spojených států.
Na rozvoj Monrovie dopláceli původní obyvatelé. Kmen Kru byl vytlačen z východní části mysu Mezurado na sever, kde si založili osadu Krutown. Toto obyvatelstvo se soustřeďovalo mimo jiné na vykládání lodí; původní přístav se ukázal být nedostatečný pro příchod parních nákladních lodí v druhé polovině 19. století, a tak bylo zboží překládáno na loďkách, které tito lidé obsluhovali. Kru Town byl v roce 1916 spojen s Monrovií. 
Do roku 1937 počet obyvatel Monrovie dosáhl 10 000. 30 lidí zde bylo zaměstnáno u místní policie.
Za první světové války bylo město bombardováno německým letectvem, také proto, že německé kolonie se nacházely nedaleko.
Za druhé světové války nechala americká armáda značným způsobem rozšířit místní přístav. V 40. letech 20. století bylo město elektrifikováno, především nejprve okolí přístavu. 
Roku 1947 oslavila Liberie sto let své existence. Při té příležitosti se v Monrovii konala vojenská přehlídka a byl také vybudován Pavilon století (anglicky Cetennial pavilion).
V roce 1951 zde byla založena univerzita. Roku 1979 se zde konala konference OAJ. Tehdejší prezident země William Tolbert se snažil mimo jiné zajistit sociální bydlení pro lidi, kteří se do Monrovie sestěhovávali živelně, na základě čeho se metropole rozšířila o řadu neformálních osad a slumů. Roku 1966 byla zbudována vodní elektrárna na vrcholu Mount Coffee, nicméně ta byla zničena v následující občanské válce.
V roce 1980 zde došlo k puči, při kterém byli členové tehdejší vlády popraveni na pláži v blízkosti města.
Město bylo poničeno během občanských válek (první a druhé), především během obléhání. Při druhém uvedeném v roce 2003 byla infrastruktura metropole těžce zasažena.
Roku 2004 přesáhl počet obyvatel devět set tisíc a brzy na to hranici jednoho milionu.
V roce 2013 byla situace s odpadem tolik závažná, že místní trhovci začaly hromady pálit, čímž způsobili značné znečištění ovzduší. Dlouhodobě jsou v metropoli neutěšitelné hygienické podmínky; roku 2009 měla k čisté toaletě přístup jen třetina obyvatel města. Splašky končí ve vodních tocích nebo v moři.
V roce 2014 zde byla zaznamenána ebola.

## Ekonomika

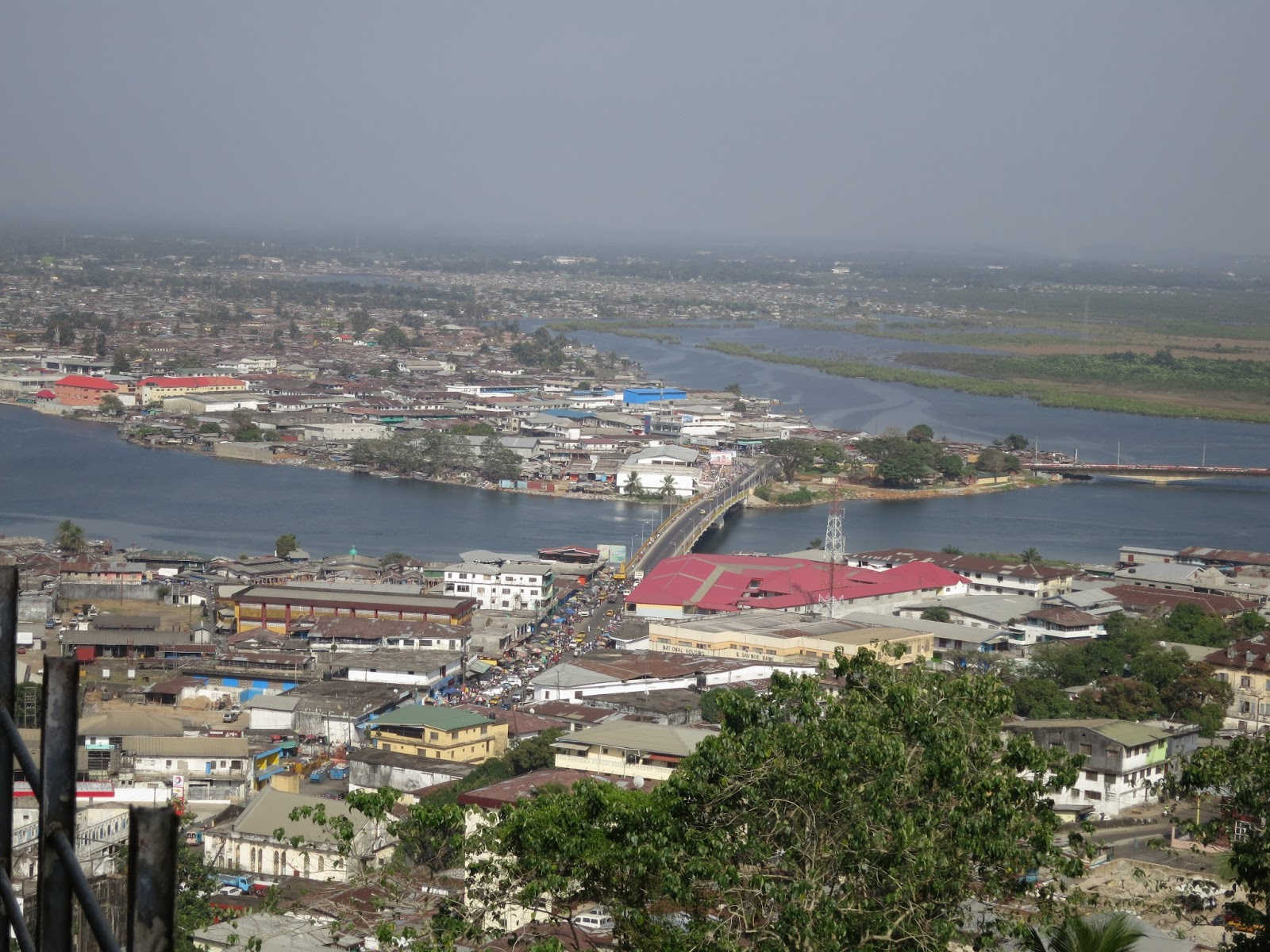
Pohled na město a řeku Mesurado.

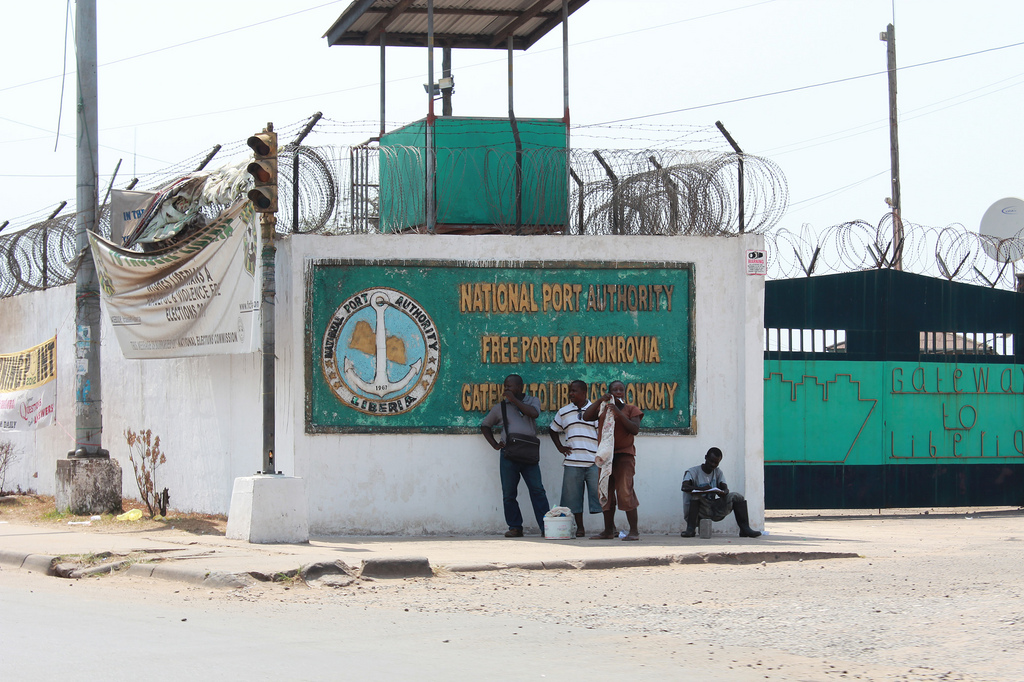
Monrovijský přístav.

Město je průmyslovým centrem země, největší význam má petrochemie a potravinářství, hlavně zpracování ryb. Hospodářství města je orientováno především na místní přístav. Vyváží se do velké míry kaučuk a železná ruda. Jsou zde četná skladiště i loděnice. Ve městě potom lze najít i řadu dalších závodů, jako např. ropnou rafinerii nebo cementárnu. 
Velká část obyvatel města žije v podmínkách bídy a je nucena bydlet ve slumech nebo jinak vzniklých neformálních sídlech okolo středu města.

## Kultura
Na ostrově Providence stojí muzeum, které připomíná významné události v dějinách Libérie. Na kopci nad městem stojí Památník Červeného kříže, který připomíná období občanských válek.

## Školství
Monrovia má vlastní univerzitu. Od roku 1960 zde působí Americká mezinárodní škola v Monrovii (anglicky American international school of Monrovia).

## Doprava
Město má největší bezcelní přístav v západní Africe. Je zde také mezinárodní letiště. Starší letiště Spriggs Payne International Airport bylo uvedeno mimo provoz. Silniční síť je relativně špatná, vznikla podle amerického vzoru a poničena byla během občanských válek. Pokračuje její obnova. V roce 2011 byl např. znovuotevřen silniční most Tubman Bridge. Hlavní ulicí je široká Broad Street, kde se nachází řada významných staveb a která je dominantní osou středu města.
Časté přívalové deště paralyzují dopravu a fungování metropole, a to mnohdy do té míry, že vláda diskutuje i o možnosti přesunutí hlavního města.

## Životní prostředí

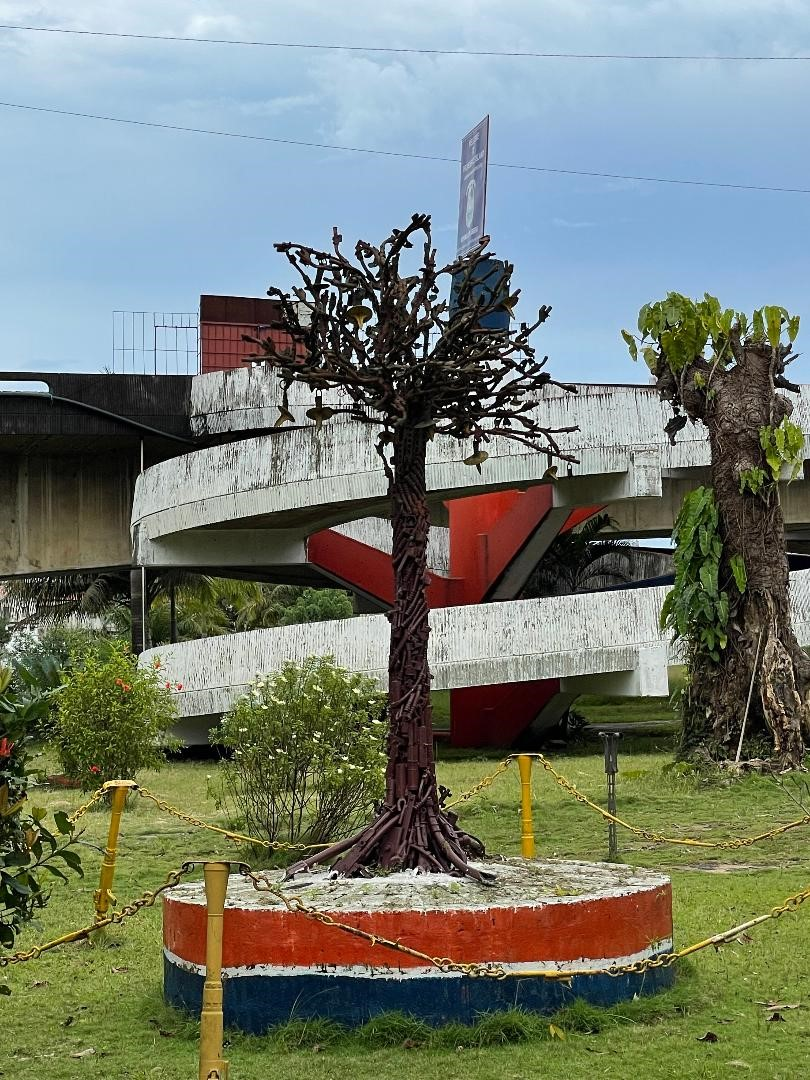
Strom míru na ostrově Providence Island.

Stejně jako ostatní města v západní Africe i Monrovia má značné nedostatky v oblasti ochrany životního prostředí, především co se týče odpadového hospodářství a znečištění ovzduší. Znečištěné bývají i místní pláže, především odpadem. Hromadí se odpad z domácností i průmyslu. Částečný a omezený svoz odpadu pro město platí Světová banka, nicméně tento není pravidelný. 

## Partnerská města
- Dayton, Spojené státy americké (1972)[10]
- Tchaj-pej, Tchaj-wan (1998)[11]